# Microkayla
Microkayla – rodzaj płazów bezogonowych z podrodziny Holoadeninae w obrębie rodziny Craugastoridae.

## Rozmieszczenie geograficzne
Rodzaj obejmuje gatunki występujące w lasach mglistych, lasach karłowatych i wilgotnej punie po amazońskiej stronie Andów – od wschodniej części Cordillera de Carabaya (region Puno) w południowym Peru do zachodnich granic departamentu Santa Cruz w środkowej Boliwii (Serranía Siberia, na granicy Parku Narodowego Carrasco w departamencie Cochabamba – i Parku Narodowego Amboró w departamencie Santa Cruz), na wysokości między 2466 a około 4000 m n.p.m., obejmując odległość w linii prostej około 670 km.

## Systematyka
Rodzaj zdefiniował w 2017 roku międzynarodowy zespół herpetologów (Hiszpanie Ignacio J. De la Riva i José Manuel Padial, Peruwiańczyk Juan Carlos Chaparro oraz Brazylijczyk Santiago Castroviejo-Fisher) w artykule zatytułowanym Niedoceniane radiacje płazów bezogonowych w wysokich Andach: pięć nowych gatunków i nowy rodzaj Holoadeninae oraz ich powiązania filogenetyczne (Anura: Craugastoridae), opublikowanym w czasopiśmie „Zoological Journal of the Linnean Society”. Gatunkiem typowym jest (oryginalne oznaczenie) M. teqta.

### Etymologia
Microkayla:  μικρος mikros ‘mały’; keczua k’ayla ‘żaba’.

### Podział systematyczny
Do rodzaju należą następujące gatunki:

- Microkayla adenopleura (Aguayo-Vedia & Harvey, 2001)
- Microkayla ankohuma (Padial & De la Riva, 2007)
- Microkayla boettgeri (Lehr, 2006)
- Microkayla chacaltaya (De la Riva, Padial & Cortéz, 2007)
- Microkayla chapi De la Riva, Chaparro, Castroviejo-Fisher & Padial, 2017
- Microkayla chaupi (De la Riva & Aparicio, 2016)
- Microkayla chilina De la Riva, Chaparro, Castroviejo-Fisher & Padial, 2017
- Microkayla colla (De la Riva, Aparicio, Soto & Ríos, 2016)
- Microkayla condoriri (De la Riva, Carlos Guillermo Aguayo & Padial, 2007)
- Microkayla guillei (De la Riva, 2007)
- Microkayla harveyi (Muñoz, Aguayo & De la Riva, 2007)
- Microkayla huayna De la Riva, Cortez F. & Burrowes, 2017
- Microkayla iani (De la Riva, Reichle & Cortéz, 2007)
- Microkayla iatamasi (Aguayo-Vedia & Harvey, 2001)
- Microkayla illampu (De la Riva, Reichle & Padial, 2007)
- Microkayla illimani (De la Riva & Padial, 2007)
- Microkayla kallawaya (De la Riva & Martínez-Solano, 2007)
- Microkayla katantika (De la Riva & Martínez-Solano, 2007)
- Microkayla kempffi (De la Riva, 1992)
- Microkayla melanocheira (De la Riva, Ríos & Aparicio, 2016)
- Microkayla pinguis (Harvey & Ergueta-Sandoval, 1998)
- Microkayla quimsacruzis (De la Riva, Reichle & Bosch, 2007)
- Microkayla saltator (De la Riva, Reichle & Bosch, 2007)
- Microkayla teqta (De la Riva & Burrowes, 2014)
- Microkayla wettsteini (Parker, 1932)